# Друга битка код Норт Форленда
Код рта Норт Форленд (енгл. North Foreland), на југоисточној обали Енглеске, близу ушћа Темзе 4. августа 1666. г. вођена је поморска битка између енглеске и холандске флоте.

## Ситуација пре битке
Након пораза енглеске флоте у тзв. Четвородневној бици, у Другом англо-холандском поморском рату, обе стране су настојале да што пре обнове флоте, опреме бродове и наставе борбу. Холанђани су желели да предухитре Енглезе, спрече њихово спајање, и уз помоћ Француза изврше десант код Норт Форленда. Због неповољних ветрова холандска флота у чијем је саставу било 78 брода, 16 фрегата, 10 извиђачких бродова, 20 брандера и 7000 војника, под командом адмирала Михила де Ројтера испловила је тек 13. јула. Због неочекивано јаке обалске одбране де Ројтер је одустао од препада на Хериџ, али је зато у Темзу упутио 18 бродова да извиде могућност извршења десанта, пред којима су се енглески бродови повукли до Ширнеса. Пошто је дубљи продор у Темзу био немогућ, а изгледи за успешан десант слаби, адмирал де Ројтер је вратио трупе и предузео блокаду Темзе. У међувремену Енглези су оспособили и прикупили 89 бродова и 20 брандера и под командом адмирала Џорџа Монка 1. августа увече испловили из Темзе. Наредна два дана, због неповољних временских прилика, обе флоте су узалуд покушавале да успоставе борбени додир.

## Битка
Ујутру, 4. августа, по слабом и промнљивом ветру енглеска флота се нашла у тзв. приветрини, у беспрекорном поретку, а холандска у неуредном поретку колоне, и због потцењивања енглеских снага слабог борбеног расположења и лоше дисциплине команданата. Битка је почела тек између 10:00 и 11:00 часова нападом Енглеза најпре на претходницу, а затим и на центар холандског распореда док је холандска заштитница заостала у борбеном поретку. Услед јаког дејства артиљеријске ватре и губитака ~ одмах на почетку битке погинула су три адмирала ~ холандска претходница се око 13:00 часова обузета паником повукла. Адмирал Де Ројтер, који се налазио у центру био је изложен веома веома великом притиску јер се адмирал Корнелис Тромп који је командовао заштитницом у којој су били најјачи и најбољи холандски бродови, из необјашњивих разлога држао по страни и око 16:00 часова морао је и он да прекине борбу. Тада је адмирал Тромп са својом уобичајеном жестином навалио на енглеску заштитиницу у гонио је све до пада мрака чак до обала Енглеске. Адмирал Де Ројтер намеравао је да се током ноћи сједини са својим преосталим снагама и идућег дана настави борбу.
Ујутро 5. августа штитећи са свега осам бродова повлачење своје претходнице Де Ројтер, био је нападнут од 20 енглеских бродова које је предводио лично адмирала Монк. Тада је, по сведочењу очевидаца, Де Ројтер први пут запао у очајање јер се осећао напуштеним и од људи и од Бога. Док његов брод погађа стотине ђулади он виче: „О Боже, како сам несрећан! Зар међу толико зрна нема ни једно за мене?“ Но, убрзо се ипак прибрао, и када му његов зет де Вит предложио да окрену курс и да налете директно на Енглезе и тако потраже смрт, Де Ројтер је то одбио рекавши при том: „Ти не знаш шта говориш. Кад би то учинио, све би било изгубљено, али ако самог себе и ове бродове оджимо, можемо целу ствар још једном боље почети.“ Упорно штитећи повлачење омогућио претходници и остатку флоте да се повуче и заклони иза спрудова. То је затим и сам урадио, док му се заштитница, под командом адмирала Тромпа придружила без сметњи тек сутрадан.

## Последице битке
Према енглеским изворима Холанђани су изгубили 20 бродова имали око 700 мртвих и рањених ~ док холандски извори наводе само два брода и 1000 људи ~ а Енглези један брод и око 300 људи. Енглези су овом битком повратили превласт у Северном мору.
Спашавање флоте донело је Де Ројтеру дивљење света више него да је победио. Француски краљ Луј XIV замолио га је за његову слику, а уједно му је послао своју.
Адмирал Тромп, је за своје понашање у овој бици морао да се правда пред холандским парламентом. Том приликом је тако отворено избила његова потпуно неоснована сувревњивост и огорченост према Де Ројтеру да је, и поред признања за личну храброст и свог великог политичког утицаја лишена чина вицеадмирала и потпуно удаљен из флоте.